# Ulch

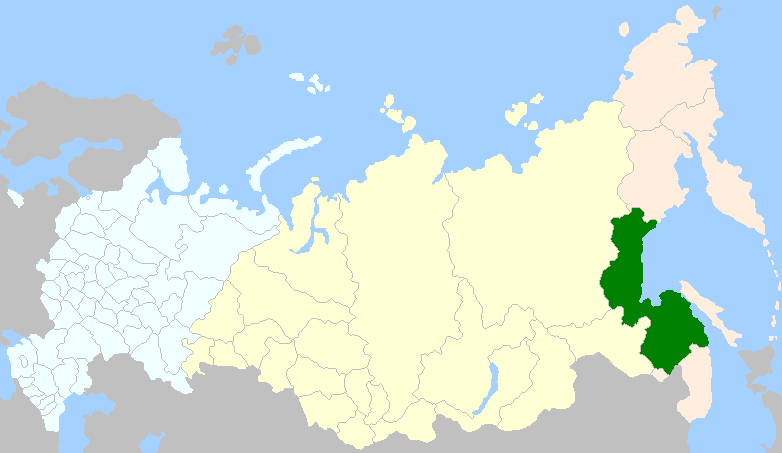
Mappa della Russia. In verde la zona dove vivono gli Ulch

Gli Ulch o Ulci (russo ульчи, obsoleto ольчи) endonimo: нани (nani), sono un popolo indigeno dell'Estremo-Oriente russo, che parlano una lingua appartenente alla famiglia tungusa: l'Ulch. Più del 90 % degli Ulch vivono nel Krai di Chabarovsk, (Russia).
Secondo il censimento del 2002, più di 2 913 Ulch vivevano in Russia; erano 3173 secondo il Censimento dell'Unione Sovietica del 1989, ma 2494 dopo quello del 1979 e 2410 nel 1970.
Antropologicamente non può essere chiaramente definito un gruppo etnico Ulch. Alcuni di loro appartengono al gruppo Sakhalin-Amur, come i Nivchi.